# 1268
| [ Edytuj tabelę ]                          |                                                               |
| Książę Małopolski                          | - 1243 Bolesław V Wstydliwy 1279                              |
| Książę Wielkopolski                        | - 1239 Bolesław Pobożny 1279                                  |
| Król Angkoru                               | - 1244 Dżajawarman VIII 1295                                  |
| Król Anglii                                | - 1216 Henryk III 1272                                        |
| Król Aragonii i Walencji, hrabia Barcelony | - 1213 Jakub I Zdobywca 1276                                  |
| Margrabia Brandenburgii                    | - 1267 Konrad 1304 - 1267 Jan II 1281 - 1267 Otto IV 1308     |
| Książę Burgundii                           | - 1218 Hugo IV 1272                                           |
| Książę Dolnej Bawarii                      | - 1253 Henryk XIII 1290                                       |
| Książę Górnej Bawarii                      | - 1253 Ludwik II 1294                                         |
| Cesarz Bizancjum                           | - 1261 Michał VIII Paleolog 1282                              |
| Car Bułgarii                               | - 1257 Konstantyn Asen Tich 1277                              |
| Cesarz Chin                                | - 1264 Song Duzong 1274                                       |
| Król Cypru                                 | - 1267 Hugo III 1284                                          |
| Król Czech                                 | - 1253 Przemysł Ottokar II 1278                               |
| Król Danii                                 | - 1259 Eryk Glipping 1286                                     |
| Władca Egiptu                              | - 1260 Bajbars 1277                                           |
| Król Francji                               | - 1226 Ludwik IX Święty 1270                                  |
| Król Gruzji                                | - 1259 Dawid VII Ulu 1270                                     |
| Hrabia Holandii                            | - 1256 Floris V 1296                                          |
| Cesarz Japonii                             | - 1259 Kameyama 1274                                          |
| Kalif                                      | - 1262 Al-Hakim bi-Amr Allah 1302                             |
| Król Kastylii i Leónu                      | - 1252 Alfons X Mądry 1284                                    |
| Patriarcha Konstantynopola                 | - 1267 Józef I Galezjota 1275                                 |
| Władca Korei                               | - 1259 Wonjong 1274                                           |
| Wielki książę litewski                     | - 1264 Szwarno 1269                                           |
| Sułtan Maroka                              | - 1259 Abu Jusuf Jakub 1286                                   |
| Król Nawarry                               | - 1253 Tybald II 1270                                         |
| Król Norwegii                              | - 1263 Magnus VI Prawodawca 1280                              |
| Hrabia Palatynatu                          | - 1253 Ludwik II Bawarski 1294                                |
| Papież                                     | - 1265 Klemens IV 1268                                        |
| Król Portugalii                            | - 1248 Alfons III 1279                                        |
| Sułtan Rumu                                | - 1265 Kaj Chusrau III 1282                                   |
| Książę Rusi halickiej                      | - 1264 Szwarno 1270                                           |
| Cesarz Rzymski (niemiecki)                 | - 1257 Ryszard z Kornwalii 1272 - 1257 Alfons z Kastylii 1284 |
| Książę Saksonii                            | - 1260 Albrecht II 1298                                       |
| Król Serbii                                | - 1243 Stefan Urosz I 1276                                    |
| Król Singasari                             | - 1248 Dżajawisznuwardhana 1268 - 1268 Kertanagara 1292       |
| Król Szkocji                               | - 1249 Aleksander III 1286                                    |
| Król Szwecji                               | - 1250 Waldemar Birgersson 1275                               |
| Doża Wenecji                               | - 1252 Raniero Zeno 1268 - 1268 Lorenzo Tiepolo 1275          |
| Król Węgier                                | - 1235 Bela IV 1270                                           |
| Wielki mistrz zakonu krzyżackiego          | - 1256 Anno von Sangershausen 1273                            |

Rok 1268 / MCCLXVIII
stulecia: XII wiek ~
XIII wiek ~
XIV wiek

lata: 1258 «
1263 «
1264 «
1265 «
1266 «
1267 «
1268
» 1269
» 1270
» 1271
» 1272
» 1273
» 1278

## Wydarzenia w Polsce
- Rycerstwo Kujaw inowrocławskich zbuntowało się przeciwko księciu Siemomysłowi. Powodem buntu było faworyzowanie Niemców przez księcia.
- Koprzywnica uzyskała prawa miejskie.

## Wydarzenia na świecie
- 18 maja – Księstwo Antiochii zostało zdobyte przez sułtana Bajbarsa.
- 23 sierpnia – książę Szwabii Konradyn poniósł klęskę i dostał się do niewoli w wyniku bitwy pod Tagliacozzo z wojskami króla Sycylii i Neapolu Karola I.
- Witelo opublikował swoje dzieło Perspectiva.

## Urodzili się
- 28 stycznia – Agnieszka z Montepulciano, włoska zakonnica, święta katolicka (zm. 1317)
- Filip IV Piękny, król Francji i Nawarry w latach 1285-1314, z dynastii Kapetyngów (zm. 1314)

## Zmarli
- 29 października – Konradyn Hohenstauf, ks. szwabski, kr. Sycylii i Neapolu, tytularny król Jerozolimy (ur. 1252)
- 17 listopada – Salomea, córka Leszka Białego, księżna halicka jako żona Kolomana, klaryska, błogosławiona katolicka (ur. 1211 lub 1212)
- 29 listopada – Klemens IV, papież od 1265 (ur. przed 1200)